# Caliban (Mond)
Caliban (auch Uranus XVI) ist der einundzwanzigste der 28 bekannten und der zweite der äußeren retrograden irregulären Monde des Planeten Uranus. Er ist der zweitgrößte der irregulären natürlichen Satelliten des Planeten.

## Entdeckung und Benennung
Caliban wurde in der Nacht vom 6. auf den 7. September 1997 durch ein Team bestehend aus den Astronomen Philip D. Nicholson, Joseph A. Burns, und John J. Kavelaars auf fotografischen Aufnahmen in derselben Nacht wie der größte bekannte irreguläre Uranusmond Sycorax aufgenommen. Die Aufnahmen wurden durch das 5,0-Meter-Spiegelteleskop des Hale-Observatoriums in Kalifornien (USA) angefertigt. Die eigentliche Entdeckung erfolgte durch das Teammitglied Brett J. Gladman Anfang Oktober, der beide Monde auf den Aufnahmen aufspürte. Caliban und Sycorax waren die ersten entdeckten irregulären Monde des Planeten. Die Entdeckung wurde am 30. April 1998 bekannt gegeben; der Mond erhielt Ende Oktober 1997 zunächst die vorläufige Bezeichnung S/1997 U 1.
1999 hat der Mond auf den Vorschlag von Brett Gladman, Phil Nicholson, Joseph Burns, J. J. Kavelaars, Brian Geoffrey Marsden, Gareth V. Williams und Warren B. Offutt hin dann den offiziellen Namen Caliban erhalten, wie alle irregulären Uranusmonde außer Margaret nach einer Gestalt in William Shakespeares Komödie Der Sturm. Der wilde Unhold Caliban, Sohn der Hexe Sycorax, ist der groteske Sklave des weisen Zauberers Prospero, der auf einer Insel von diesem gefangengehalten und auch gefoltert wurde. Caliban ist ein Anagramm von canibal (Kannibale).
Bislang wurden alle Uranusmonde nach Figuren von Shakespeare oder Alexander Pope benannt. Die ersten vier entdeckten Uranusmonde (Oberon, Titania, Ariel, Umbriel) wurden nach Vorschlägen von John Herschel, dem Sohn des Uranus-Entdeckers Wilhelm Herschel, benannt. Später wurde die Tradition der Namensgebung beibehalten.

## Bahneigenschaften

Einordnung in die irregulären Monde

### Umlaufbahn
Caliban umläuft Uranus auf einer retrograden, für einen irregulären Mond relativ leicht elliptischen Umlaufbahn zwischen 5.900.000 und 8.500.000 km von dessen Zentrum (Große Bahnhalbachse 7.230.900 km). Die Bahnexzentrizität beträgt 0,1812, die Bahn ist 141,53° gegenüber der Ekliptik geneigt. Caliban ist etwa 12-mal so weit von Uranus entfernt wie der äußerste reguläre Mond Oberon.
Bedingt durch die große Distanz zu Uranus und gravitative Störungen durch die Sonne und andere Faktoren sind die Bahnparameter dadurch möglicherweise variabel; der Mond könnte vielleicht auch (wieder) in eine heliozentrische Umlaufbahn gelangen.
Caliban ist das größte und namensgebende Mitglied der Caliban-Gruppe, einer Untergruppe der irregulären Monde mit moderater Exzentrizität und hohen Bahnneigungen zwischen 140 und 170°, zu der auch Francisco, Stephano und Trinculo gehören. Caliban weist jedoch eine weitaus rotere Färbung als die anderen Monde der Gruppe auf, die eher eine graue Färbung haben.
Die Umlaufbahn des nächstinneren Mondes Francisco ist im Mittel etwa 4 Millionen km von Calibans Orbit entfernt, die Entfernung der Bahn des nächstäußeren Mondes Stephano beträgt im Mittel etwa 800.000 km.
Caliban umläuft Uranus in rund 579 Tagen und 12 Stunden beziehungsweise rund 1,6 Erdjahren.

### Rotation
Die Lichtkurve von Caliban weist auf eine Rotation von 2 Stunden und 42 Minuten (2,7 h) und auf eine stark geneigte Rotationsachse von 98,732° hin, womit der Mond wie die Umlaufbahn einen rückläufigen Drehsinn besitzen würde.

## Physikalische Eigenschaften
Caliban hat einen Durchmesser von geschätzten 72 km, beruhend auf dem für ihn angenommenen Rückstrahlvermögen von 4 %. Die Oberfläche ist damit jedenfalls ausgesprochen dunkel. Seine Dichte wird auf 1,5 g/cm3 geschätzt. Damit dürfte der Mond zum überwiegenden Teil aus Wassereis und silikatischem Gestein zusammengesetzt sein. An seiner Oberfläche beträgt die Schwerebeschleunigung 0,015 m/s2, dies entspricht etwa 0,15 % der irdischen.

### Oberfläche
Über die Oberfläche von Caliban ist so gut wie nichts bekannt. Einigen Berichten zufolge besitzt er eine rötliche Erscheinung, roter als der Jupitermond Himalia, doch weniger rot als die meisten Kuipergürtel-Objekte. Caliban ist womöglich noch etwas roter als der größte irreguläre Uranusmond Sycorax. Er absorbiert auch Licht bei einer Wellenlänge von 0,7 µm, und eine Gruppe von Astronomen glaubt, dass dies auf Wassereis zurückzuführen sei, das die Oberfläche von Caliban erneuerte.

## Entstehung
Es wird angenommen, dass Caliban ein eingefangenes Objekt des Kuipergürtels ist und nicht in der Akkretionsscheibe, die das Uranussystem formte, entstanden ist. Es ist denkbar, dass der Mond von einem Kuipergürtelobjekt zunächst zu einem Zentauren wurde und daraufhin durch Uranus eingefangen wurde. Der exakte Einfangmechanismus ist nicht bekannt, doch das Einfangen eines Mondes benötigt die Dissipation von Energie. Die Hypothesen reichen von Einzug von Gas der protoplanetaren Scheibe, Interaktionen im Rahmen des Mehrkörperproblems und Einfang durch die stark anwachsende Masse von Uranus. Die orbitalen Parameter weisen darauf hin, dass Caliban zu derselben dynamischen Gruppe wie Stephano und Francisco gehört und diese Monde daher wahrscheinlich einen gemeinsamen Ursprung haben.

## Erforschung
Aufgrund der großen Distanz zu Uranus und der schwachen Helligkeit von 22,4 mag, die 1:5.750.000 gegenüber dem Zentralplaneten beträgt, wurde Caliban beim Vorbeiflug der Raumsonde Voyager 2 1986 nicht gefunden. Seit der Entdeckung 1997 konnte Caliban nur durch erdgebundene Teleskope beobachtet werden und es konnten dabei seine Bahnelemente und seine Helligkeit bestimmt werden.